# Rua da União
A rua da União é um logradouro no bairro da Boa Vista, Recife, Pernambuco.
Foi eternizada pelo poema Evocação do Recife de Manuel Bandeira. O poeta passou quatro anos de sua infância residindo na casa do avô Antônio José da Costa Ribeiro, a famosa "Casa de Meu Avô". A casa existe hoje como centro cultural, com a denominação de Espaço Pasárgada, em alusão ao local imaginário eternizado pelo poeta. Na mesma Rua residiu o avô paterno do Poeta, Antonio Herculano de Sousa Bandeira, onde nasceram e cresceram Antonio Herculano de Sousa Bandeira  Filho (1854-1890) Jurista, professor, advogado, escritor, autor de diversas obras jurídicas, Presidente das Províncias da Paraíba e Mato Grosso, Raymundo Carneiro de Sousa Bandeira (1855-1927) Médico, deputado por Pernambuco na Assembleia Constituinte de 1891, Manuel Carneiro de Sousa Bandeira (1858-1920), engenheiro-civil especializado em portos, consultor -técnico do Ministério da Viação, engenheiro na construção do Porto do Rio de Janeiro, e João Carneiro de Sousa Bandeira (1865-1917) que se tornou professor, jurista, escritor e foi membro da Academia Brasileira de Letras.

## Batismo
Há duas histórias citadas como razão do batismo da rua da União.
1. A rua da União recebeu este nome devido a um grande conflito ali existente entre as famílias Martins e Carneiro, só sendo apaziguada com a união das duas famílias, o que influenciou no seu nome.
2. Havia nessa rua uma tipografia denominada Tipografia União, que no dia 4 de agosto de 1948 publicava o primeiro número do jornal A União, órgão político pertencente ao Partico Conservador. Por ela não ter nome oficial até então, foi denominada pelo povo como Rua da União.[4]

A administração municipal quis mudar a denominação até então oficiosa para Rua Teodoro Machado, como temia Manuel Bandeira em seu poema, mas a reação do povo impediu tal medida.